# Суассонська чаша

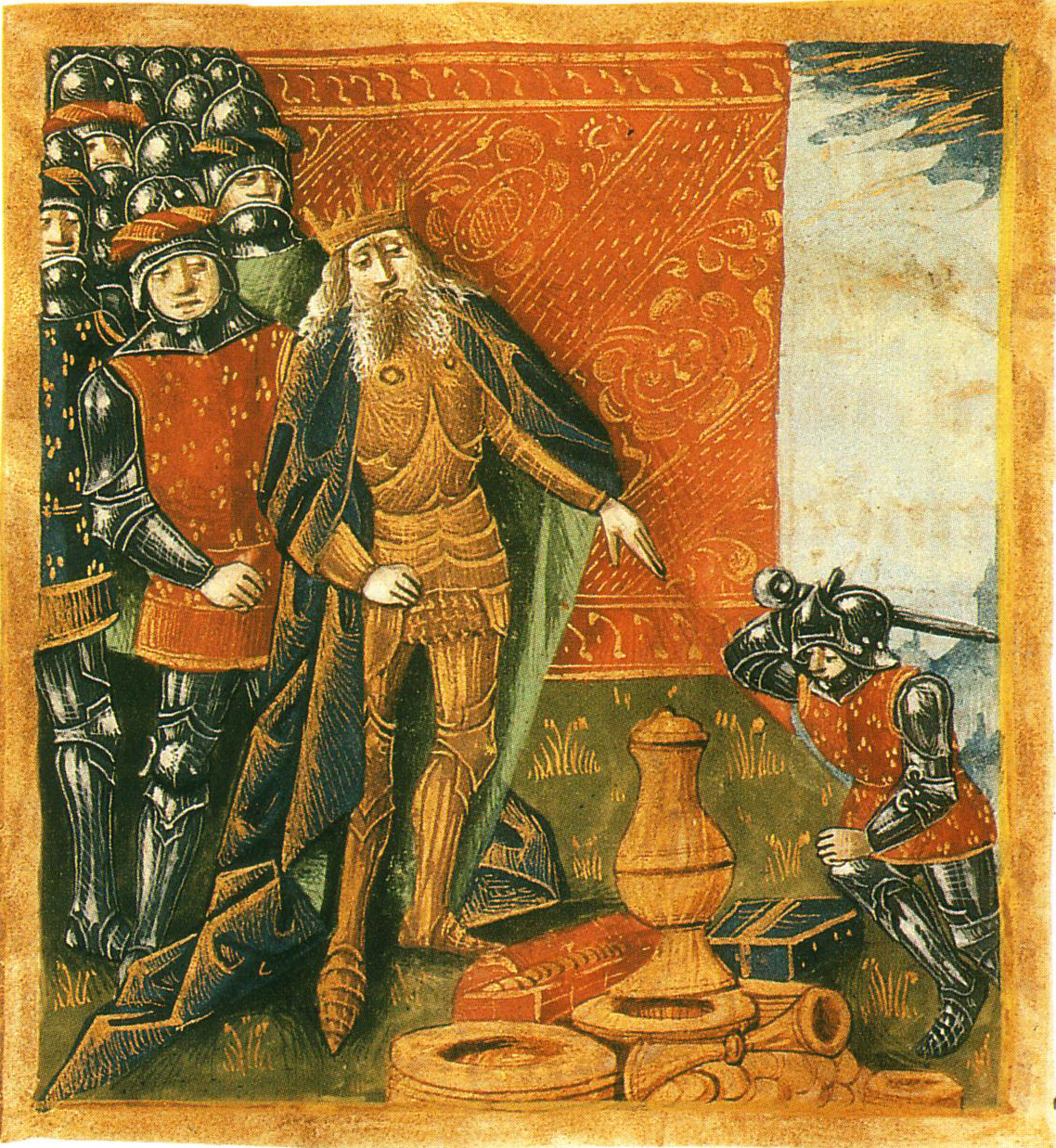
Хлодвіг та солдат, що розрубує чашу

Суассонська чаша — священна реліквія,  що знаходилась в одному із храмів міста Суассон, здобута франками разом з іншою здобиччю після перемоги в Битві при Суассоні 486 року над правителем Суассонської області Сіагрієм. Історія про Суассонську чашу написана знаменитим середньовічним хроністом Григорієм Турським в його «Історії франків».

## Історія

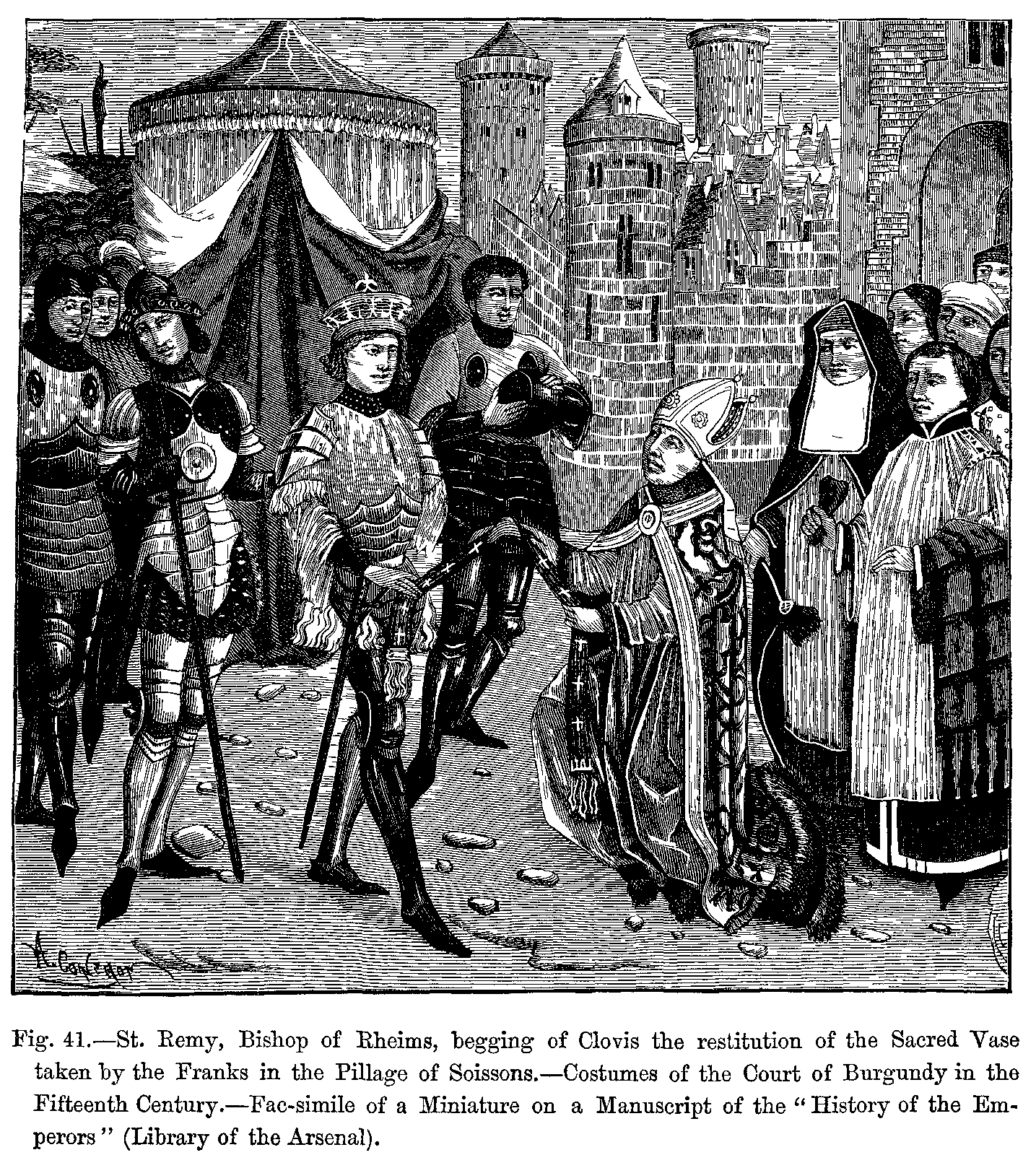
Святий Ремігій, єпископ Реймса, просить у Хлодвіга І повернути Суассонську чашу

Григорій повідомляє, що франки під проводом Хлодвіга, який на той час ще був язичником, розграбували безліч християнських церков. В одній з них перебувала «чаша дивовижної краси», яка була викрадена франками разом з іншими церковними скарбами. Єпископ пограбованої церкви надіслав до Хлодвіга послів з проханням повернути чашу йому. У відповідь франкський король повелів послам слідувати за ним в Суассон, де мав відбуватися за військовими звичаями франків рівноправний поділ здобичі, і обіцяв повернути чашу в тому випадку, якщо вона дістанеться йому: за давньогерманським звичаєм військові трофеї ділилися за жеребом між усіма учасниками походу, а ватажок вважався лише «першим серед рівних».
І от коли військо прибуло в Суассон, всю здобич склали посередині, і Хлодвіг звернувся до франків з такими словами: «Хоробрі вояки, я прошу вас віддати мені, окрім моєї частки, ще й цю посудину». Найбільш розсудливі з них відповіли на це: «Славний король! Все, що ми тут бачимо, — твоє, і самі ми у твоїй владі. Роби тепер все, що тобі завгодно. Адже ніхто не сміє противитись тобі!». Проте один запальний воїн, незадоволений бажанням Хлодвіга забрати більше, ніж йому належало б взяти по праву, розрубав чашу своєю сокирою, вигукнувши: «Ти отримаєш звідси тільки те, що належить тобі за жеребом». Всі були вражені його зухвалістю, проте король, зачаївши в душі глибоку образу на солдата, ніяк на це не відреагував. Він взяв розрублену чашу та передав її послам єпископа.

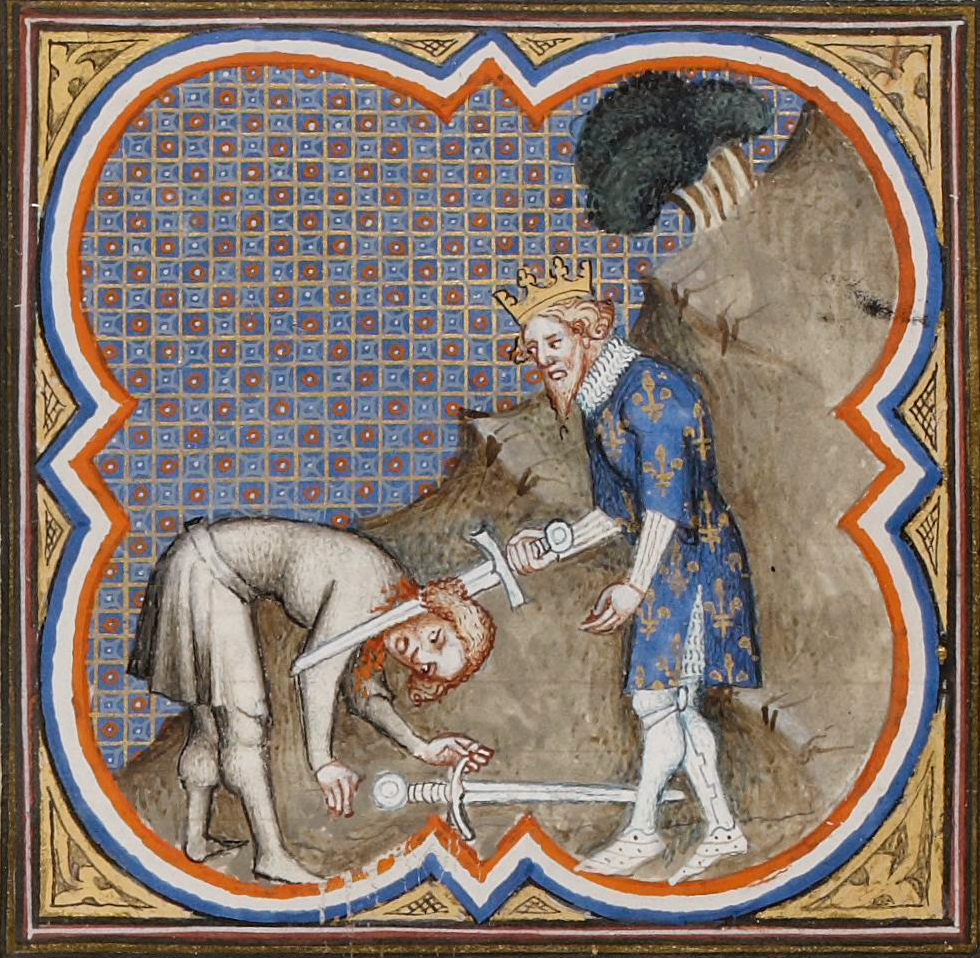
Хлодвіг вбиває солдата, що нахилився

Рік потому під час Березневих полів (щорічного збору франкських вояків, на якому вони зобов'язані демонструвати, наскільки справно стежать за своєю зброєю) Хлодвіг обходив ряди франків. Підійшовши до воїна, що образив його, розрубавши Суассонську чашу, король сказав: «Ніхто не має зброю в такому поганому стані, як ти. Адже ані спис твій, ні меч, ні сокира нікуди не годяться». Після цього він вирвав у солдата його сокиру і кинув її на землю. Коли той нахилився, щоб підняти її, Хлодвіг розрубав йому голову надвоє зі словами: «Ось так і ти вчинив з тією чашею в Суассоні». Після цього, король наказав воїнам розходитися, за словами хроніста «навівши на них цим вчинком великий страх».

## Наслідки
Епізод з Суассонська чашею історики зазвичай використовують як яскраву ілюстрацію процесу трансформації франкської військової демократії в монархію, де король розглядався як «намісник Бога на землі». Бажання язичницького вождя задовольнити прохання християнського єпископа, нарівні з жорстокою помстою за непокору, цілком виправдане з погляду давньогерманських традицій, показує цілеспрямований рух Хлодвіга І до прагматичного союзу з християнською церквою з метою зміцнення своєї влади. Згодом воно виразиться у прийнятті Хлодвігом християнства, що принесе йому підтримку духовенства, галло-римського населення, і затвердить нову доктрину королівської влади, як влади, дарованої Богом.